# Luke Belton
Luke Belton (* 9. August 1918 in Rathcline, County Longford; † 18. Juni 2006) war ein irischer Politiker der Fine Gael, der zwischen 1965 und 1981 Mitglied des Unterhauses (Dáil Éireann) sowie 1982 und erneut von 1983 bis 1987 Mitglied des Senats (Seanad Éireann) war.

## Leben
Belton war als Gastwirt tätig und kandidierte für die Fine Gael bei den Wahlen vom 4. Oktober 1961 im Wahlkreis Dublin North Central ohne Erfolg erstmals für ein Mandat im Dáil Éireann. Bei den Wahlen am 7. April 1965 wurde er dann erstmals zum Mitglied des Unterhauses gewählt und vertrat in diesem nach seinen Wiederwahlen am 18. Juni 1969 und 28. Februar 1973 zunächst den Wahlkreis Dublin North Central und nach seiner Wiederwahl am 16. Juni 1977 den Wahlkreis Dublin Finglas. Zu seinen politischen Gegnern in diesem Wahlkreis gehörte der spätere Ministerpräsident (Taoiseach) Bertie Ahern von der Fianna Fáil, der bei dieser Wahl erstmals zum Mitglied des Unterhauses gewählt wurde.
Bei den Wahlen vom 11. Juni 1981 bewarb sich Belton für die Fine Gael im Wahlkreis Dublin Central für eine Wiederwahl ins Unterhaus, erlitt jedoch eine Niederlage und verlor damit seinen Sitz im Dáil Éireann. Nachdem auch die beabsichtigte Nominierung als Mitglied des Senats am 8. Oktober 1981 gescheitert war, kandidierte bei den Wahlen vom 18. Februar 1982 im Wahlkreis Dublin Central erneut für einen Sitz im Unterhaus, scheiterte aber auch dieses Mal. Stattdessen wurde er jedoch nunmehr am 13. Mai 1982 zum Mitglied des Seanad Éireann berufen und gehörte in diesem bis zum 21. Dezember 1982 zum sogenannten Administrative Panel, der die Interessengruppe öffentliche Verwaltung und Sozialeinrichtungen vertritt. Am 23. Februar 1983 wurde er für diese Interessengruppe abermals in den Senat berufen, dem er nunmehr bis zum 3. April 1987 angehörte.
Bei den Wahlen vom 17. Februar 1987 bewarb sich Belton für die Fine Gael erneut im Wahlkreis Dublin Central für den Wiedereinzug ins Unterhaus, unterlag aber auch dieses Mal den anderen Kandidaten deutlich. Daraufhin verzichtete er auch auf eine erneute Nominierung für den Senat und zog sich aus dem politischen Leben zurück.